# Ambroise Estienne
Pour les articles homonymes, voir Estienne.
Ambroise Estienne (? - Langres, 31 mars 1695), né en Lorraine d'une famille distinguée, entra dans l'ordre des Dominicains et passa la plus grande partie de sa vie au couvent de Langres où il mourut en 1695. 
Il est auteur des ouvrages suivants : 
1. Histoire des hommes, illustres et des écrivains de l'ordre des frères prescheurs ; il dédia cet ouvrage au cardinal Gravina
2. traduction d'un ouvrage latin du P. Diertzeus sur les devoirs religieux, Langres, 1678, in-12 ; 5° Avis aux pères et mères pour élever leurs enfants, Langres, 1683, in-12.

Il avait aussi composé plusieurs ouvrages qui n'ont point été imprimés et dont les manuscrits ont été conservés dans la bibliothèque du couvent de Langres jusqu'à la Révolution française.